# Ustawa o Quebecu
Ustawa o Quebecu, Quebec Act – ustawa uchwalona przez Parlament Brytyjski w 1774, regulująca system administracji w Kanadzie, dawnej Nowej Francji. Ustawa likwidowała tymczasowy zarząd kolonii działający od 1763. Od tego momentu zarządcą Kanady został gubernator generalny mianowany przez monarchę angielskiego. Ustawa gwarantowała wolności religijne i przywracała francuski system prawny. Kanada zamieszkana wtedy była w bardzo wysokim procencie przez frankofonów. Ustawa o Quebecu obowiązywała do roku 1794, kiedy to została zastąpiona Ustawą o Kanadzie.
 Zapoznaj się z zastrzeżeniami dotyczącymi pojęć prawnych w Wikipedii.